# Tara (munte)
Tara (în sârbă Тара, pronunțat [târa]) este un munte din vestul Serbiei. Face parte din Munții Dinarici și se ridică la altitudini cuprinse între 1.000 și 1.590 metri deasupra nivelului mării. Versanții muntelui sunt acoperiți de păduri dese, cu numeroase poieni și pajiști de înălțime, stânci abrupte, văi adânci săpate de apropiatul râu Drina și numeroase peșteri carstice. Muntele este un centru turistic popular. Parcul Național Tara cuprinde o mare parte din munte. Cel mai înalt vârf este Zborište, la o altitudine de 1.544 m.

## Parc național

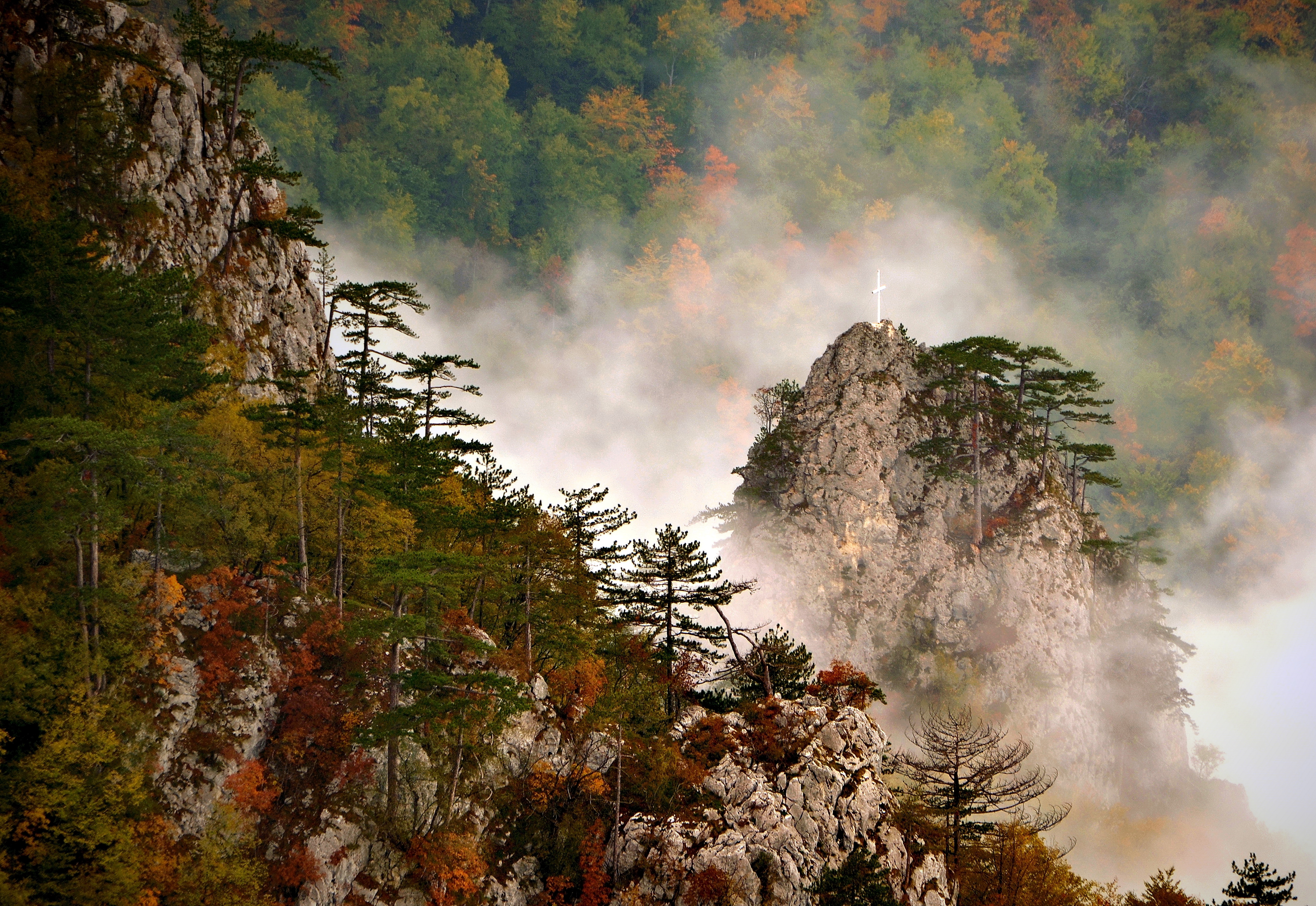
Parcul național Tara

Primele încercări de protejare a părților muntelui au avut loc în secolul al XIX-lea. Curând după înființarea Institutului pentru Protecția Naturii din Serbia în 1948, s-au declarat șase rezervații pe munte în 1950. Au fost urmate de alte trei în anii 1960 și 1970. Parcul Național Tara a fost înființat în iulie 1981. Cuprinde muntele Tara și o parte din muntele Zvijezda, într-o mare cotitură a râului Drina. Suprafața parcului era inițial de 191,75 km2 , cu altitudini cuprinse între 250 și 1.591 m deasupra nivelului mării. La 5 octombrie 2015, Adunarea Națională a Serbiei a adoptat noua lege privind parcurile naționale, care a extins Parcul Național Tara la 249,92 km2, prin adăugarea zonei protejate "Peisajul cu Caracteristici Remarcabile Zaovine". Biroul de administrare al parcului se află în apropierea localității Bajina Bašta. Zona de protecție a parcului, care îl înconjoară, este mult mai mare și se întinde pe o suprafață de 376 km2.

## Turism
Principalele puncte turistice sunt Kaluđerske Bare în nord, în apropierea localității Bajina Bašta, și Mitrovac în sud. Hotelurile Beli Bor și Omorika, precum și câteva mai mici, se află în Kaluđerske Bare, în timp ce Mitrovac găzduiește hotelul de recreere pentru copii cu același nume.
Parcul Național poate fi accesat direct din Bajina Bašta (prin drumul Bajina Bašta - Kaluđerske Bare), din Perućac prin Bajina Bašta (prin drumul Perućac - Mitrovac) și din Kremna (prin drumul Kremna - Kaluđerske Bare). Cheile râului Drina, care fac parte integrantă din parc, pot fi explorate cu barca.
Există în total 10 puncte de belvedere amenajate, dintre care Banjska este cel mai vizitat. Altele includ Kićac, Vranovina, Veliki Teferič, Mali Teferič și Vranica. Există 290 de kilometri de trasee amenajate pentru drumeții și piste de biciclete. Pe râuri, există facilități pentru canoe, rafting, plimbări cu barca și canoe.
Produsele realizate local includ produse din lână, produse lactate, băuturi spirtoase din ienupăr și prune și miere, în special miere de pin.
Începând cu mijlocul anilor 2010, s-a început construcția numeroaselor obiecte pe munte, în parc și de-a lungul lacului. Până în 2020, existau câteva mii dintre acestea, majoritatea fiind construite ilegal, fără permise corespunzătoare sau fără niciun permis. Obiectele includ case, vile și bărci plutitoare cu case, unele acoperind câteva sute de metri pătrați. Nu există canalizare, astfel că deșeurile sunt aruncate direct în lacuri, pâraie și în Drina, iar gunoiul plutește în jurul bărcilor. În 2018, toate obiectele de-a lungul malului au fost îndepărtate, dar în următorii doi ani au fost plasate sau construite încă 150. Situația a fost descrisă ca "fiecare are o competență și nimeni nu are o competență". Doar conducerea parcului național a protestat public și oficial, dar nici statul, nici autoritățile municipale nu au reacționat.